# Aeroportul Ballina Byron Gateway
Aeroportul Ballina Byron Gateway (IATA: BNK, ICAO: YBNA) este un aeroport din Ballina⁠(d), Noul Wales de Sud, Australia ce deservește zona Ballina⁠(d). Aeroportul a fost tranzitat în 2022 de 639.313 pasageri. A fost numit după Byron Bay⁠(d).
Situat la o altitudine de 2 m, aeroportul dispune de o singură pistă.